# Broyes (Marne)
Broyes é uma comuna francesa na região administrativa do Grande Leste, no departamento de Marne. Estende-se por uma área de 15.24 km², e possui 359 habitantes, segundo o censo de 2018, com uma densidade de 24 hab/km².